# Whitechapel-Morde

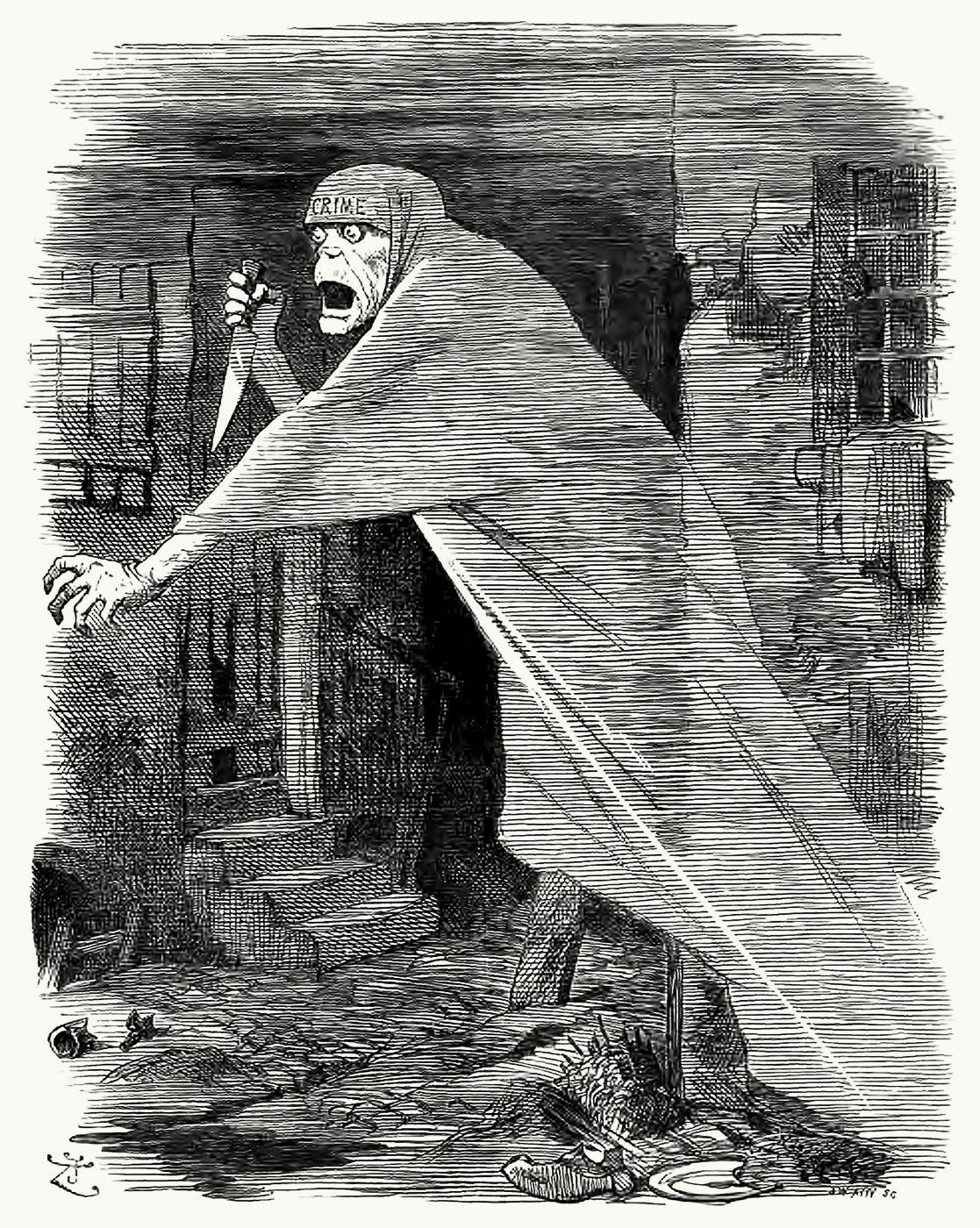
Die Nemesis of Neglect, ein Bild der sozialen Not, personifiziert als Jack the Ripper, der Whitechapel in einem Punch-Cartoon von 1888 von John Tenniel verfolgt

Die Whitechapel-Morde sind eine Serie von Morden, die ganz oder teilweise dem bis heute nicht identifizierten Serienmörder Jack the Ripper zugeschrieben werden und in der Nähe von oder direkt im Elendsviertel Whitechapel des Londoner East End im Zeitraum vom 3. April 1888 bis zum 13. Februar 1891 begangen wurden. Die Taten umfassen eine Reihe von elf Tötungen von Frauen.
Die Opfer waren Emma Elizabeth Smith, Martha Tabram, Mary Ann Nichols, Annie Chapman, Elizabeth Stride, Catherine Eddowes, Mary Jane Kelly, Rose Mylett, Alice McKenzie, Frances Coles und eine unbekannte Frau. Die Frauen gehörten zur ärmsten Bevölkerungsschicht, die meisten – womöglich alle – waren als (Gelegenheits-)Prostituierte tätig.
Das Motiv der Tat ist bis heute ungeklärt. Smith wurde von einer Bande sexuell genötigt und ausgeraubt. Auf Tabram wurde 39 Mal eingestochen. Nichols, Chapman, Stride, Eddowes, Kelly, McKenzie und Coles wurde die Kehle durchgeschnitten. Eddowes und Stride wurden in derselben Nacht innerhalb von ungefähr einer Stunde und weniger als eine Meile voneinander entfernt ermordet; ihre Morde sind als „Doppelereignis“ (Double Event) bekannt. Dieser Begriff kam erstmals in einem Satz einer Postkarte an die Presse von einer Person vor, die angab, der Ripper zu sein. Die Leichen von Nichols, Chapman, Eddowes und Kelly waren verstümmelt. Mylett wurde erwürgt. Die Leiche der nicht identifizierbaren Frau wurde zerstückelt, am Tatort wurde nur der Torso gefunden – die genaue Todesursache ist unklar.
Der Metropolitan Police Service, die City of London Police und private Organisationen wie das Whitechapel Vigilance Committee waren aktiv an der Suche nach dem oder den Tätern beteiligt. Trotz umfangreicher Ermittlungsverfahren und mehrerer Festnahmen entgingen der oder die Täter der Festnahme und die Morde wurden nie aufgeklärt. Die Whitechapel-Morde machten auf die schlechten Lebensbedingungen in den Slums des East End aufmerksam, die in der nachfolgenden Zeit sukzessive verbessert wurden. Das anhaltende Mysterium, wer die Verbrechen begangen hat, ist bis heute der Vorstellungskraft der Öffentlichkeit überlassen.

## Hintergrund

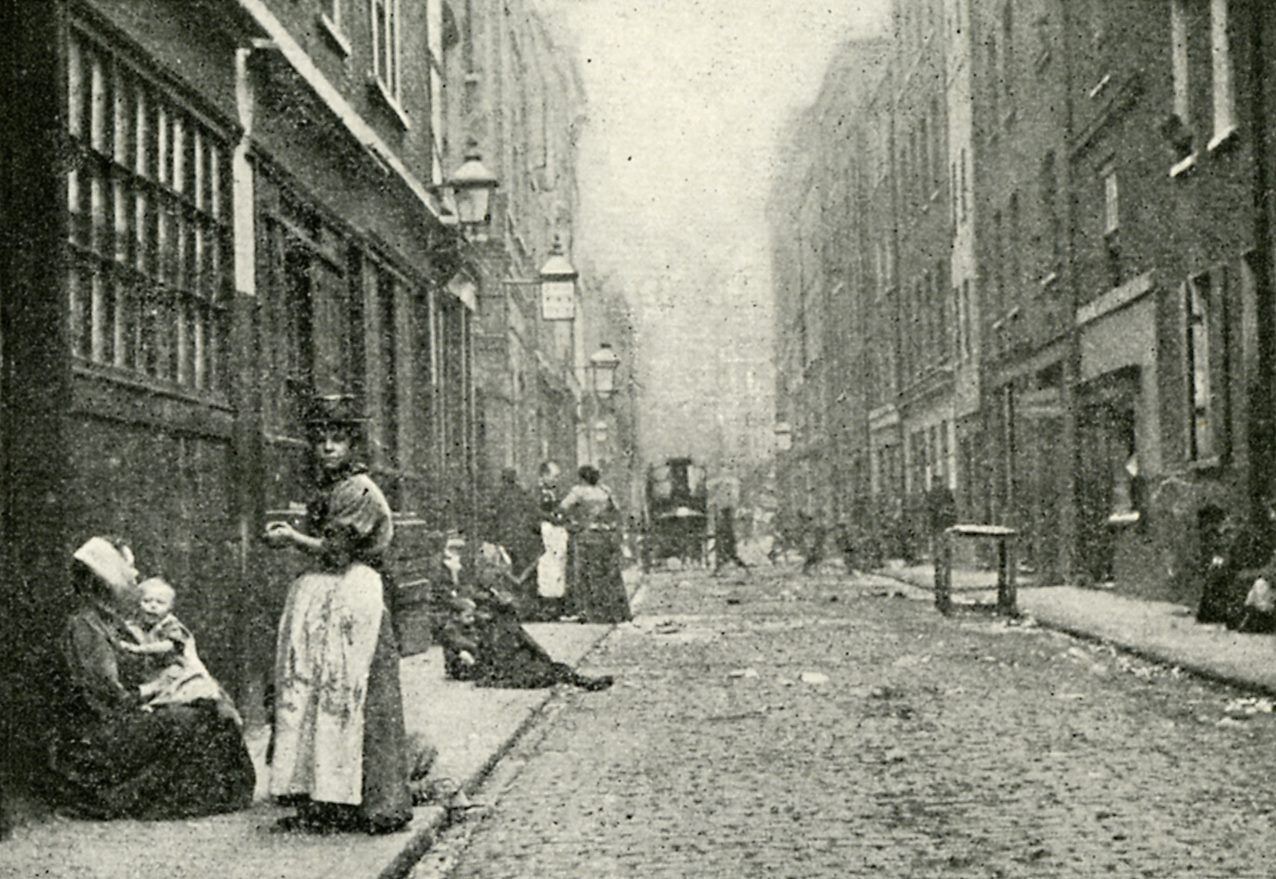
Dorset Street, Spitalfields 1902

Im späten viktorianischen Zeitalter galt Whitechapel als berüchtigtstes kriminelles Viertel in London. Die Gegend um die Flower and Dean Street wurde als „vielleicht die schmutzigste und gefährlichste Straße der ganzen Metropole“ beschrieben. Die Dorset Street galt als „die schlimmste Straße Londons“. Der stellvertretende Polizeikommissar Robert Anderson empfahl Whitechapel „denjenigen, die sich für die gefährlichen Klassen interessieren“, als einen der wichtigsten kriminellen „Schauplätze“ Londons. Raub, Gewalt und Alkoholabhängigkeit waren an der Tagesordnung. Der Bezirk war geprägt von extremer Armut, minderwertigen Wohnverhältnissen, schlechten sanitären Einrichtungen, Obdachlosigkeit, Trunkenheit und endemischer Prostitution. Diese Faktoren konzentrierten sich auf die Einrichtung der 233 gemeinsamen Herbergen in Whitechapel, in denen etwa 8.500 Menschen pro Nacht wohnten.
Die gemeinsamen Herbergen in und um Whitechapel boten den Verzweifelten, den Mittellosen und den Durchreisenden billige Gemeinschaftsunterkünfte, zu denen auch die Whitechapel-Mordopfer gezählt wurden. Der nächtliche Preis für ein Einzelbett betrug 4 Fourpence, und die Kosten für das Schlafen auf einem „Anlehn-Seil“, das über die Schlafzimmer gespannt war, betrug 2 Fourpence für Erwachsene oder Kinder.
Alle identifizierten Opfer der Whitechapel-Morde lebten im Herzen des Viertels in Spitalfields, darunter drei in der George Street (später Lolesworth Street), zwei in der Dorset Street, zwei in der Flower and Dean Street und eines in der Thrawl Street.
Polizeiarbeit und Strafverfolgung stützten sich damals stark auf Geständnisse, Zeugenaussagen und die Festnahme von Tätern bei der Begehung einer Straftat oder dem Besitz offensichtlicher physischer Beweise, die sie eindeutig mit einer Straftat in Verbindung brachten. Forensische Techniken wie die Fingerabdruckanalyse wurden nicht verwendet, und die Blutgruppenbestimmung war noch nicht erfunden. Die Polizei in London war und ist in zwei Einheiten aufgeteilt: dem Metropolitan Police Service mit Zuständigkeit für Greater London mit Ausnahme der City of London und der City of London Police mit Zuständigkeit für etwa 2,9 km² genau dieses Districts. Der Innenminister, ein hochrangiger Minister der britischen Regierung, kontrollierte den Metropolitan Police Service, während die City of London Police in der Verantwortung der City of London Corporation lag. Streifen liefen regelmäßige, zeitbasierte Routen ab.
Elf Todesfälle in oder in der Nähe von Whitechapel zwischen 1888 und 1891 wurden in einer einzigen Akte zusammengefasst, die von der Polizei als Whitechapel-Morde bezeichnet wurden. Ein Großteil des Originalmaterials wurde entweder gestohlen, verloren oder zerstört.

## Opfer und Ermittlungen

### Frühe Morde

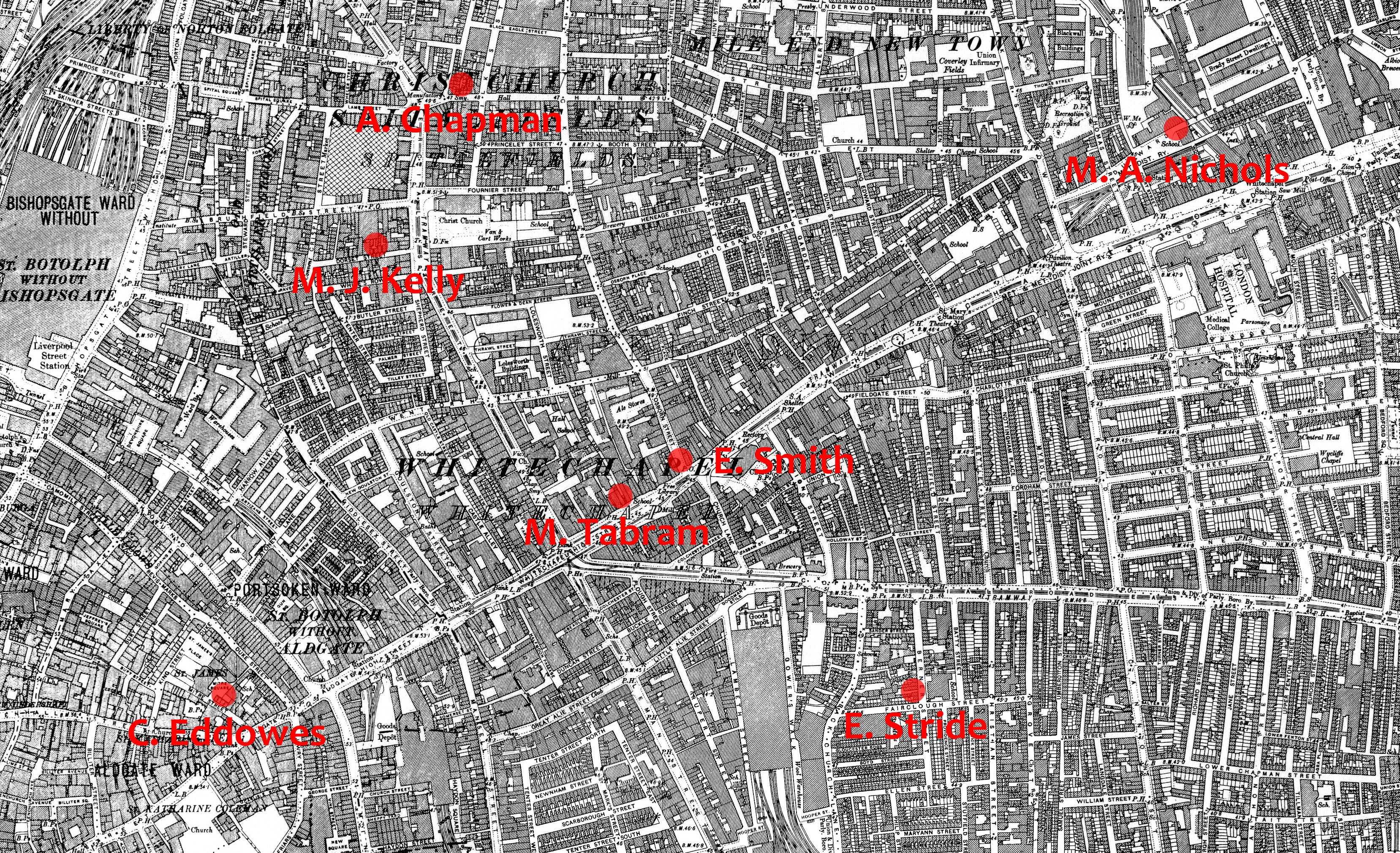
Tatorte der ersten sieben Whitechapel-Morde

#### Emma Elizabeth Smith

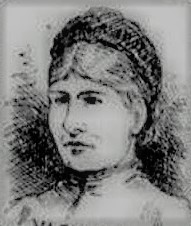
Emma Elizabeth Smith, 45, lebte in einer gemeinsamen Herberge in der George Street 18, einen Block westlich von dem Ort, an dem sie angegriffen wurde.

Am Dienstag, dem 3. April 1888, nach dem Ostermontag, wurde die 45-jährige Emma Elizabeth Smith in den frühen Morgenstunden an der Kreuzung Osborn Street und Brick Lane in Whitechapel überfallen und ausgeraubt. Obwohl sie verletzt war, überlebte sie den Angriff und schaffte es, zu ihrer Unterkunft in der George Street 18 in Spitalfields zurückzukehren. Sie erzählte der stellvertretenden Wärterin Mary Russell, sie sei von zwei oder drei Männern angegriffen worden, darunter ein Teenager. Russell brachte Smith ins Royal London Hospital, wo eine ärztliche Untersuchung ergab, dass ein stumpfer Gegenstand in ihre Vagina gestoßen worden war, wodurch ihr Perineum riss. Sie entwickelte eine Bauchfellentzündung und starb am nächsten Tag um 9 Uhr. Die Untersuchung wurde am 7. April vom Coroner für East Middlesex, Wynne Edwin Baxter, durchgeführt, der auch sechs der späteren Opfer untersuchte. Der örtliche Inspektor des Metropolitan Police Service, Edmund Reid von der H Division Whitechapel, untersuchte den Angriff, aber die Täter wurden nie gefasst. Walter Dew, ein Detective Constable der H Division, schrieb später, er glaube, Smith sei das erste Opfer von Jack the Ripper, allerdings vermuteten seine Kollegen, dass ihr Mord das Werk einer kriminellen Bande war. Smith behauptete, dass sie von zwei oder drei Männern angegriffen wurde, weigerte sich jedoch oder konnte sie nicht beschreiben, außer dass einer ein Teenager war. Smith ging möglicherweise der Prostitution nach. Prostituierte im East End wurden oft von Gangs überwacht, und Smith hätte von ihren Zuhältern als Strafe für ihren Ungehorsam oder als Akt der Einschüchterung angegriffen werden können. Möglicherweise hat sie ihre Angreifer nicht identifiziert, weil sie Repressalien befürchtete. Es wird als unwahrscheinlich angesehen, dass ihre Ermordung in Verbindung mit den späteren steht.

#### Martha Tabram

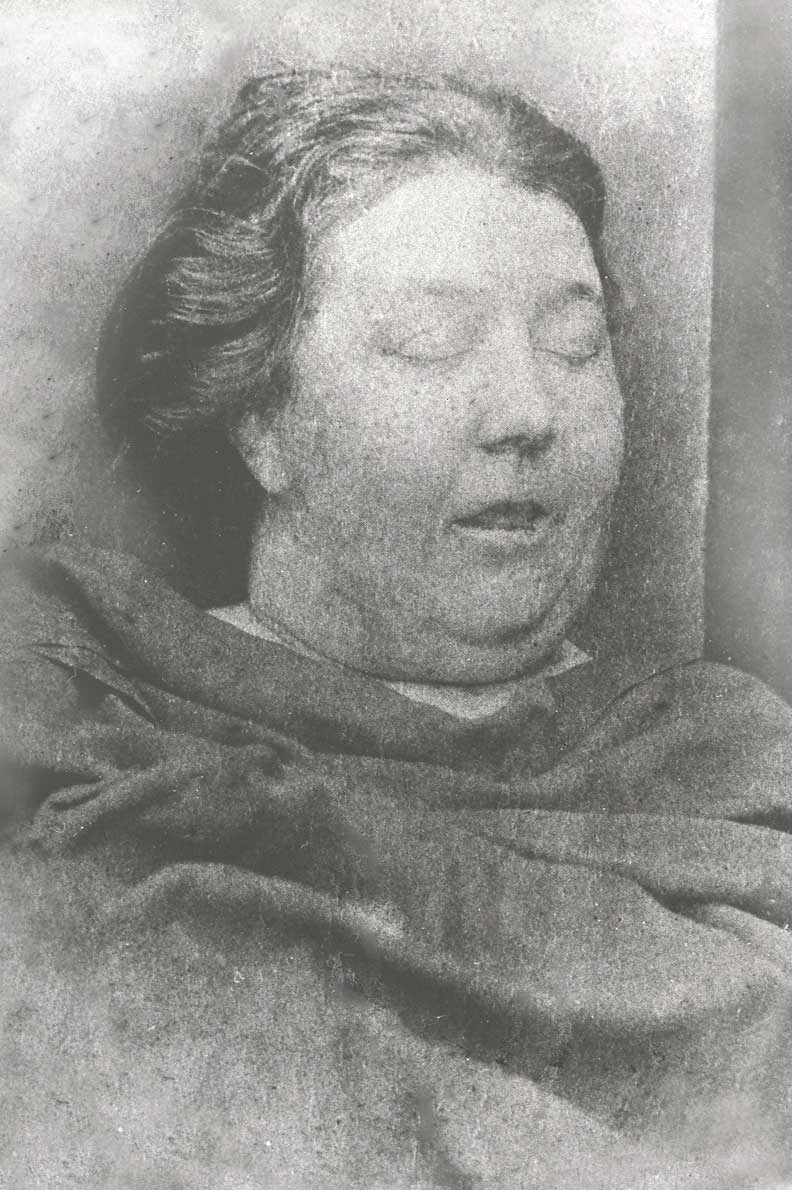
Martha Tabram, 39, lebte in einer Herberge in der George Street 19.

Am Dienstag, dem 7. August, nach einem Montag, einem Feiertag, wurde die Prostituierte Martha Tabram gegen 2:30 Uhr ermordet. Ihre Leiche wurde kurz vor 5:00 Uhr in den George Yard Buildings, George Yard, Whitechapel, gefunden. Sie war 39 mal mit einer kurzen Klinge an Hals, Rumpf und Genitalien gestochen worden. Mit einer möglichen Ausnahme waren alle ihre Wunden von einem Rechtshänder zugefügt worden.
Auf der Grundlage von Aussagen einer Freundin und PC Thomas Barrett, der in der Nähe patrouillierte, schickte Inspektor Reid Soldaten im Tower of London und in den Wellington Barracks zu einer Identifikationsparade, jedoch ohne positives Ergebnis. Die Polizei hat den Mord an Tabram nicht mit dem früheren Mord an Smith in Verbindung gebracht, aber ihren Tod mit späteren Morden.
Die meisten Experten verbinden Tabrams Ermordung nicht mit den anderen, die dem Ripper zugeschrieben werden, da sie wiederholt erstochen wurde, während spätere Opfer typischerweise Schnittwunden und Unterleibsverstümmelungen erlitten. Eine Verbindung kann jedoch nicht ausgeschlossen werden.

### Kanonische Fünf

#### Mary Ann Nichols

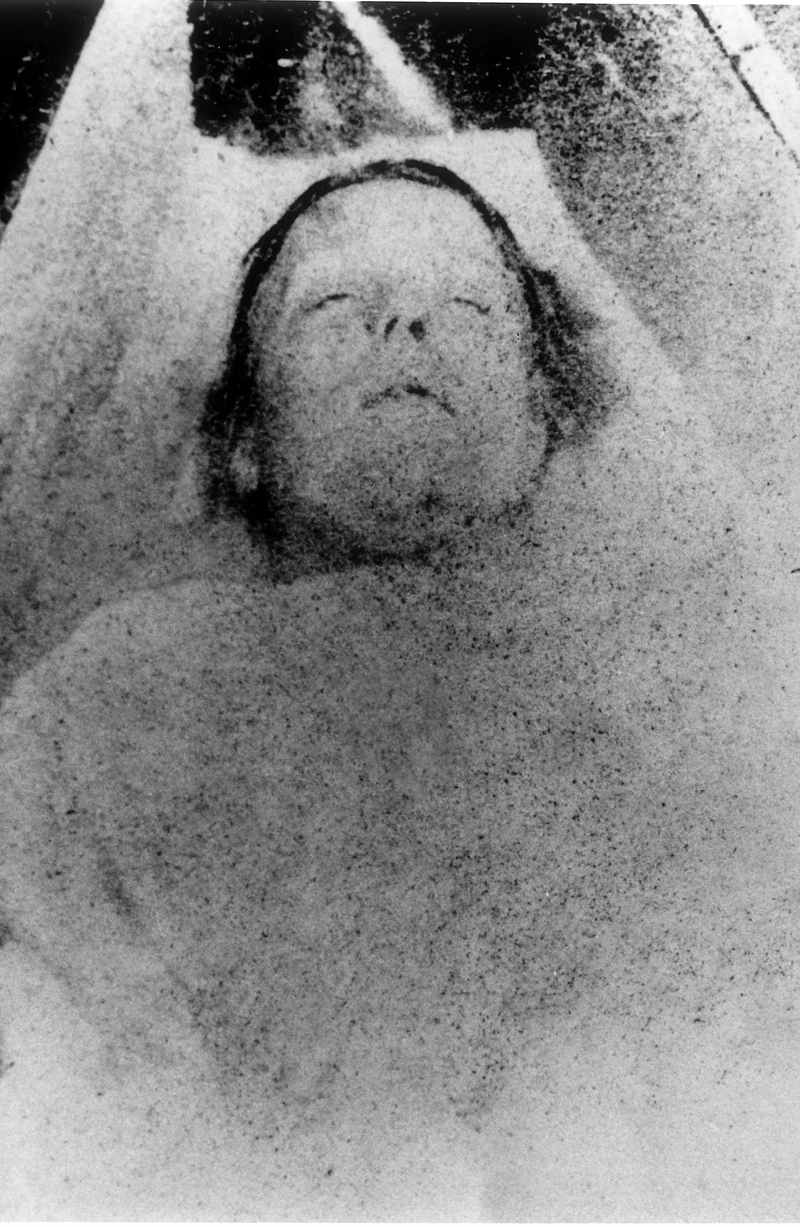
Mary Ann Nichols, 43, lebte in einer Herberge in der Thrawl Street 18.

Am Freitag, dem 31. August, wurde die Prostituierte Mary Ann Nichols in Buck’s Row (später in Durward Street umbenannt), einer Seitenstraße in Whitechapel, ermordet. Ihre Leiche wurde um 03:45 Uhr vom Wagenfahrer Charles Cross auf dem Boden vor einem eingezäunten Stalleingang gefunden. Ihre Kehle war zweimal von links nach rechts durchgeschnitten und ihr Unterleib war durch eine tiefe, zackige Wunde verstümmelt. Mehrere flachere Schnitte quer durch den Bauch und drei oder vier ähnliche Schnitte auf der rechten Seite wurden durch dasselbe Messer verursacht, das heftig und nach unten gerichtet war. Da sich der Mord auf dem Territorium der J or Bethnal Green Division des Metropolitan Police Service ereignete, wurde er zunächst von den örtlichen Detektiven untersucht. Am selben Tag trat James Monro als Leiter der Criminal Investigation Department (CID) wegen Differenzen mit dem Chief Commissioner of the Metropolitan Police Service, Sir Charles Warren, zurück.

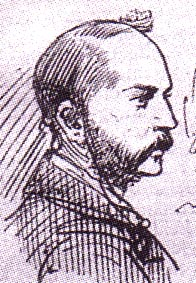
Inspektor Frederick Abberline leitete die polizeilichen Ermittlungen.

Erste Ermittlungen zu dem Mord hatten wenig Erfolg, obwohl Teile der Presse ihn mit den beiden vorherigen Morden in Verbindung brachten und darauf hindeuteten, dass die Tötung möglicherweise von einer Bande begangen wurde, wie im Fall von Smith. Die Zeitung The Star schlug stattdessen vor, dass ein einzelner Mörder dafür verantwortlich war, und andere Zeitungen nahmen diese Annahme auf. Der Verdacht auf einen Serienmörder in London führte zur Abordnung der Inspektoren Frederick Abberline, Henry Moore und Walter Andrews vom Central Office Scotland Yards. Aufgrund der verfügbaren Beweise kam Coroner Baxter zu dem Schluss, dass Nichols kurz nach 3 Uhr morgens dort ermordet wurde, wo sie gefunden wurde. In seiner Zusammenfassung wies er die Möglichkeit zurück, dass ihre Ermordung mit denen von Smith und Tabram in Verbindung stand, da die tödlichen Waffen in diesen Fällen unterschiedlich waren und keiner der früheren Fälle einen Schnitt durch die Kehle beinhaltete. Als die Ermittlungen zu Nichols’ Tod jedoch abgeschlossen waren, war eine vierte Frau ermordet worden, und Baxter bemerkte: „Die Ähnlichkeit der Verletzungen in den beiden Fällen ist beträchtlich.“

#### Annie Chapman

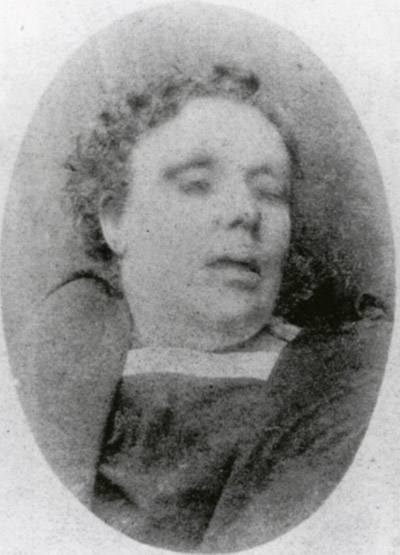
Annie Chapman, 47, lebte in einer Herberge in der Dorset Street 35.

Die verstümmelte Leiche der vierten Frau, der Prostituierten Annie Chapman, wurde am Samstag, dem 8. September gegen 6:00 Uhr auf dem Boden nahe einer Tür im Hinterhof der Hanbury Street 29 in Spitalfields entdeckt. Chapman hatte ihre Wohnung am Tag ihrer Ermordung um 2:00 Uhr verlassen, um Geld von einem Kunden zu bekommen, um ihre Miete bezahlen zu können. Ihre Kehle wurde von links nach rechts durchgeschnitten. Sie war ausgeweidet worden, und ihre Eingeweide waren über jede ihrer Schultern aus ihrem Unterleib geworfen worden. Die Untersuchung im Leichenschauhaus ergab, dass ein Teil ihrer Gebärmutter fehlte. Der Pathologe George Bagster Phillips war der Meinung, dass der Mörder über anatomische Kenntnisse verfügen muss, um die Fortpflanzungsorgane in einer einzigen Bewegung mit einer etwa 15–20 cm langen Klinge herausschneiden zu können. Die Vorstellung, dass der Mörder über chirurgisches Geschick verfügte, wurde jedoch von anderen Experten zurückgewiesen. Da die Leichen am Tatort nicht umfassend untersucht wurden, wurde auch vermutet, dass die Organe tatsächlich vom Leichenschaupersonal entfernt wurden, das bereits geöffnete Leichen ausnutzte, um Organe zu entnehmen, die sie als chirurgisches Exemplar verkaufen konnten.
Am 10. September nahm die Polizei einen berüchtigten Einheimischen namens John Pizer, genannt „Leather Apron“ (deutsch etwa ‚Lederschürze‘), fest, der im Ruf stand, örtliche Prostituierte zu terrorisieren. Seine Alibis für die beiden jüngsten Morde wurden bestätigt, und er wurde ohne Anklageerhebung freigelassen. Bei der Untersuchung sagte eine der Zeugen, Elizabeth Long, aus, dass Chapman gegen 5:30 Uhr kurz hinter dem Hinterhof der Hanbury Street 29, wo Chapman später gefunden wurde, mit einem Mann gesprochen hatte. Baxter vermutete, dass der Mann, den Long gesehen hatte, der Mörder war. Long beschrieb ihn als über vierzig, etwas größer als Chapman, von dunkler Hautfarbe und von fremdem, „schäbigem, vornehmem“ Aussehen. Er trug einen braunen Hirschjägerhut und einen dunklen Mantel. Ein anderer Zeuge, der Zimmermann Albert Cadosch, war ungefähr zur gleichen Zeit in den benachbarten Hof in der Hanbury Street 27 gekommen und hatte Stimmen im Hof   gehört, gefolgt von dem Geräusch von etwas oder jemandem, der oder das gegen den Zaun fiel.

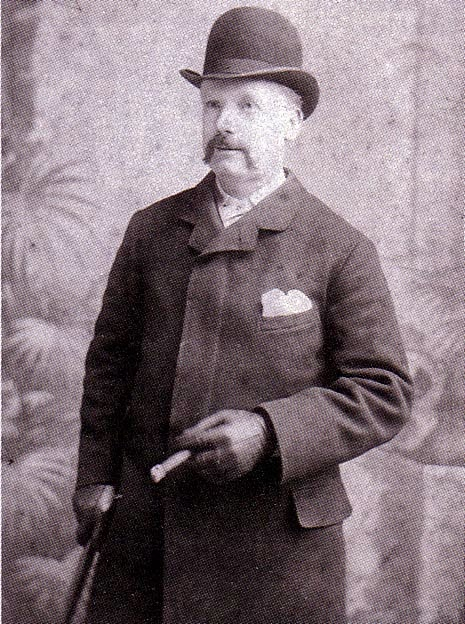
George Lusk, Präsident des Whitechapel Vigilance Committee

In seinen Memoiren hat Walter Dew festgehalten, dass die Morde in London weit verbreitete Panik auslösten. Ein Mob griff die Polizeiwache in der Commercial Road an und vermutete, dass der Mörder dort festgehalten wurde. Samuel Montagu, der Parlamentsabgeordnete von Whitechapel, bot eine Belohnung von 100 Pfund (heute etwa 11.000 Pfund (knapp 13.000 Euro)) nach Gerüchten, dass es sich bei den Angriffen um jüdische Ritualmorde handelte, woraufhin es zu antisemitischen Demonstrationen kam. Anwohner gründeten das Whitechapel Vigilance Committee unter dem Vorsitz von George Lusk und boten eine Belohnung für die Festnahme des Mörders an – etwas, das die Metropolitan Police (auf Anweisung des Innenministeriums) ablehnte, weil ein solcher Schritt zu falschen oder irreführenden Informationen führen könnte. Das Komitee beschäftigte zwei Privatdetektive, um den Fall zu untersuchen.
Robert Anderson wurde am 1. September zum Leiter der Kriminalpolizei ernannt, wurde aber am 7. September in die Schweiz krankgeschrieben. Superintendent Thomas Arnold, der die H Division leitete, wurde am 2. September beurlaubt. Andersons Abwesenheit ließ die Gesamtleitung der Ermittlungen im Chaos und veranlasste Chief Commissioner Sir Charles Warren, Chief Inspector Donald Swanson zu ernennen, um die Ermittlungen von Scotland Yard aus zu koordinieren. Ein deutscher Friseur namens Charles Ludwig wurde am 18. September wegen Mordverdachts festgenommen, aber knapp zwei Wochen später freigelassen, als ein weiterer doppelter Mord ergab, dass der wahre Täter noch auf freiem Fuß war.

#### Doppelereignis: Elizabeth Stride und Catherine Eddowes

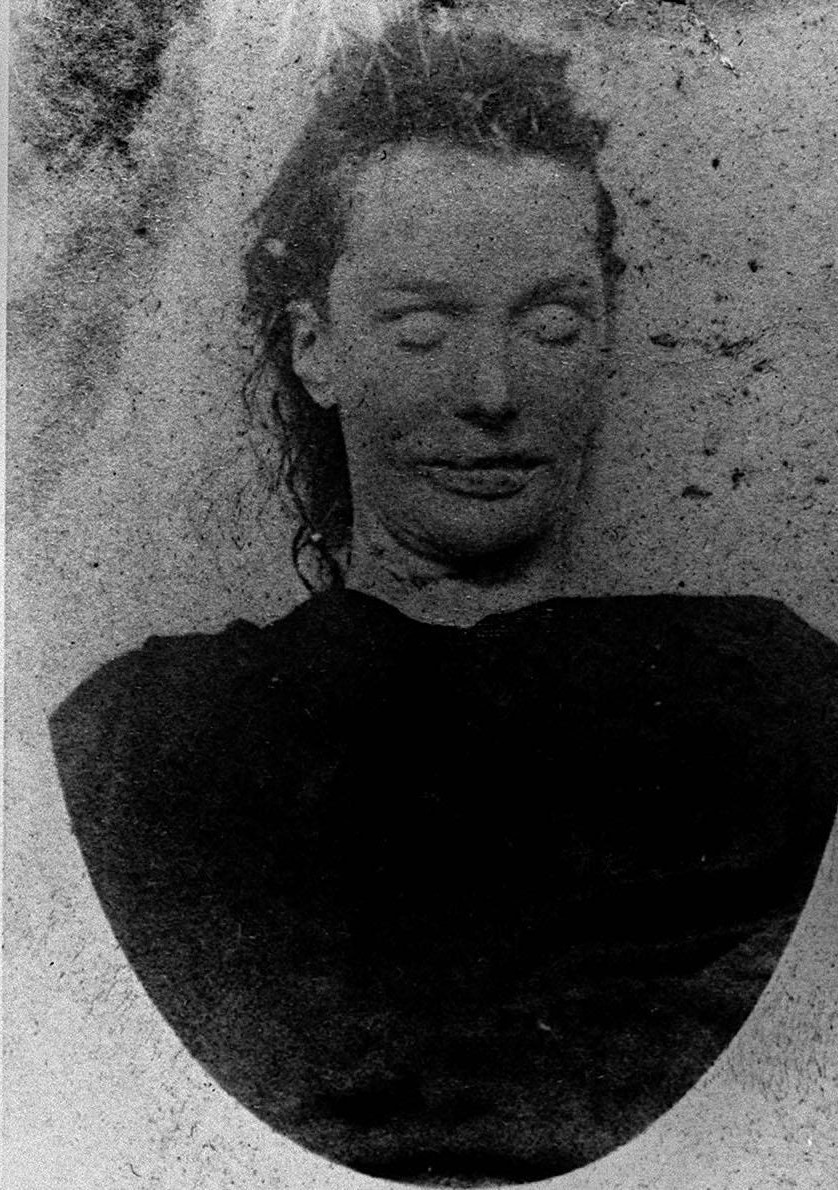
Elizabeth Stride, 44, lebte in einer Herberge in der Flower and Dean Street 32.

Am Sonntag, dem 30. September, wurde die Leiche der Prostituierten Elizabeth Stride gegen 1 Uhr morgens in Dutfield’s Yard innerhalb der Einfahrt zur Berner Street 40 (inzwischen umbenannt in Henriques Street) in Whitechapel entdeckt. Sie lag in einer Blutlache mit einer von links nach rechts durchgeschnittenen Kehle. Ihr Tod trat nur wenige Minuten zuvor ein, die Leiche wurde aber bis auf den Schnitt durch die Kehle nicht verstümmelt. Es ist möglich, dass der Mörder von jemandem, der den Hof betrat, möglicherweise von Louis Diemschutz, der die Leiche entdeckte, gestört wurde, bevor er sie verstümmeln konnte. Einige Kommentatoren des Falls kommen jedoch zu dem Schluss, dass Strides Mord nichts mit den anderen zu tun hatte, da die Leiche nicht verstümmelt, dies der einzige Mord südlich der Whitechapel Road und die verwendete Klinge möglicherweise kürzer und von unterschiedlichem Design war. Die meisten Experten halten die Ähnlichkeiten in dem Fall jedoch für auffällig genug, um Strides Mord mit mindestens zwei der früheren sowie dem von Catherine Eddowes in derselben Nacht in Verbindung zu bringen.
Um 1:45 Uhr wurde Catherine Eddowes’ verstümmelte Leiche von PC Edward Watkins an der südwestlichen Ecke des Mitre Square in der City of London gefunden, etwa 12 Gehminuten von der Berner Street entfernt. Sie war weniger als 10 Minuten zuvor durch einen Schnitt von links nach rechts mit einem scharfen, spitzen Messer von mindestens 15 cm Länge getötet worden. Ihr Gesicht und ihr Unterleib waren verstümmelt und ihre Eingeweide wurden über die rechte Schulter mit einer abgetrennten Strecke zwischen ihrem Oberkörper und ihrem linken Arm herausgezogen. Ihre linke Niere und der größte Teil ihrer Gebärmutter wurden entfernt. Die Eddowes-Untersuchung wurde am 4. Oktober von Samuel F. Langham, Coroner der City of London, eröffnet. Der untersuchende Pathologe Dr. Frederick Gordon Brown glaubte, der Täter habe „erhebliche Kenntnisse über die Lage der Organe gehabt“ und der Lage der Wunden an der Leiche nach zu urteilen rechts neben ihr gekniet und allein gearbeitet. Der erste Arzt am Tatort, der örtliche Chirurg Dr. George William Sequeira, bestritt jedoch, dass der Mörder über anatomische Kenntnisse verfügte oder bestimmte Organe suchte. Seine Ansicht wurde von William Sedgwick Saunders, dem Amtsarzt der Stadt, geteilt, der auch bei der Autopsie anwesend war. Wegen des Ortes dieses Mordes wurde die City of London Police unter Detective Inspector James McWilliam mit der Untersuchung beauftragt.

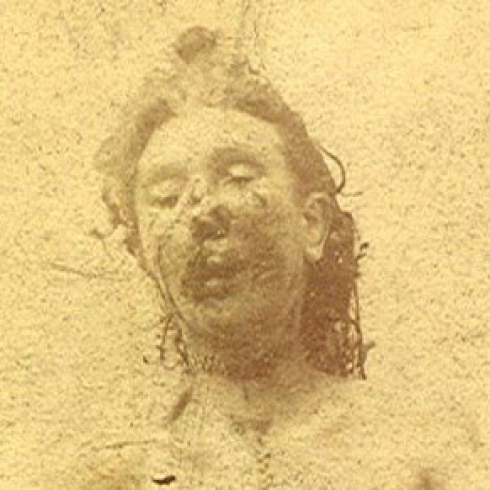
Catherine Eddowes, 46, lebte mit ihrem Partner John Kelly in einer Herberge in der Flower and Dean Street 55.

Um 3 Uhr morgens wurde ein blutbeflecktes Fragment von Eddowes’ Schürze im Durchgang von der Goulston Street 108 zur Goulston Street 119 in Whitechapel etwa 500 m vom Tatort entfernt gefunden. An der Türwand war ein Schriftzug mit Kreide, die entweder lautete: „The Juwes are the men that will not be blamed for nothing“ (deutsch etwa ‚Die Juden sind die Männer, denen man nicht die Schuld gibt‘) oder „The Juwes are not the men who will be blamed for nothing“ (deutsch etwa ‚Die Juden sind nicht die Männer, denen man nichts vorwerfen kann‘). Um 5 Uhr besuchte Kommissar Warren die Szene und ordnete an, dass die Schrift entfernt wird, aus Angst, sie könnten antisemitische Aufstände auslösen. Die Goulston Street lag auf direktem Weg vom Mitre Square zur Flower and Dean Street, wo Stride und Eddowes wohnten.
Der Coroner von Middlesex, Wynne Baxter, glaubte, Stride sei mit einer schnellen, plötzlichen Aktion angegriffen worden. Als sie entdeckt wurde, hielt sie immer noch eine Packung Cachous (atemerfrischende Süßigkeiten) in der linken Hand, was darauf hindeutete, dass sie keine Zeit hatte, sich zu verteidigen. Der Lebensmittelhändler Matthew Packer deutete den Privatdetektiven vom Whitechapel Vigilance Committee an, dass er Stride und dem Mörder einige Trauben verkauft hatte, allerdings teilte er der Polizei mit, dass er seinen Laden geschlossen habe, ohne etwas Verdächtiges zu sehen. Bei der Untersuchung gaben die Pathologen nachdrücklich an, Stride habe keine Trauben gehalten, geschluckt oder konsumiert. Sie beschrieben ihren Mageninhalt als Käse, Kartoffeln und Mehl. Trotzdem erschien Packers Aussage in der Presse. Packers Beschreibung des Mannes stimmte nicht mit den Aussagen anderer Zeugen überein, die Stride möglicherweise kurz vor ihrer Ermordung mit einem Mann gesehen hatten, aber bis auf zwei wichen alle Beschreibungen ab. Joseph Lawende passierte mit zwei anderen Männern den Mitre Square, kurz bevor Eddowes dort ermordet wurde, und hat sie möglicherweise mit einem etwa 30-jährigen Mann gesehen, der schäbig gekleidet war, eine Schirmmütze trug und einen hellen Schnurrbart hatte. Chief Inspector Swanson stellte fest, dass Lawendes Beschreibung fast mit einer anderen übereinstimmt, die von einem der Zeugen bereitgestellt wurde, die Stride möglicherweise mit ihrem Mörder gesehen haben. Lawende erklärte jedoch, dass er den Mann nicht wieder identifizieren könne, und die beiden anderen Männer mit Lawende konnten keine Beschreibungen abgeben.
Die Kritik am Metropolitan Police Service und dem Innenminister Henry Matthews nahm weiter zu, da die Ermittlungen kaum vorankamen. Die Stadtpolizei und der Lord Mayor of London boten eine Belohnung von 500 Pfund (heute rund 57.000 Pfund (etwa 67.000 Euro)) für Informationen, die zur Festnahme des Täters führten. Der Einsatz von Bluthunden, um den Mörder im Falle eines weiteren Angriffs aufzuspüren, wurde in Erwägung gezogen und ein Prozess in London abgehalten, aber die Idee wurde aufgegeben, weil die Geruchsspur in der geschäftigen Stadt zu verworren war, die Hunde in einer städtischen Umgebung unerfahren waren und der Besitzer Edwin Brough aus Wyndyate in der Nähe von Scarborough (jetzt Scalby Manor) war besorgt, dass die Hunde von Kriminellen vergiftet würden, wenn ihre Rolle bei der Aufdeckung von Verbrechen bekannt würde.
Am Dienstag, 2. Oktober, wurde im Keller des im Bau befindlichen New Scotland Yard ein unbekannter weiblicher Torso gefunden. Er wurde von der Presse mit den Whitechapel-Morden in Verbindung gebracht, aber nicht in die Whitechapel-Mordeakte aufgenommen, und jede Verbindung zwischen den beiden gilt heute als unwahrscheinlich. Der Fall wurde als Whitehall Mystery bekannt. Am selben Tag besuchte der Hellseher Robert James Lees Scotland Yard und bot an, den Mörder mit paranormalen Kräften aufzuspüren; die Polizei wies ihn ab und nannte ihn „einen Dummkopf und einen Wahnsinnigen“.

#### Mary Jane Kelly

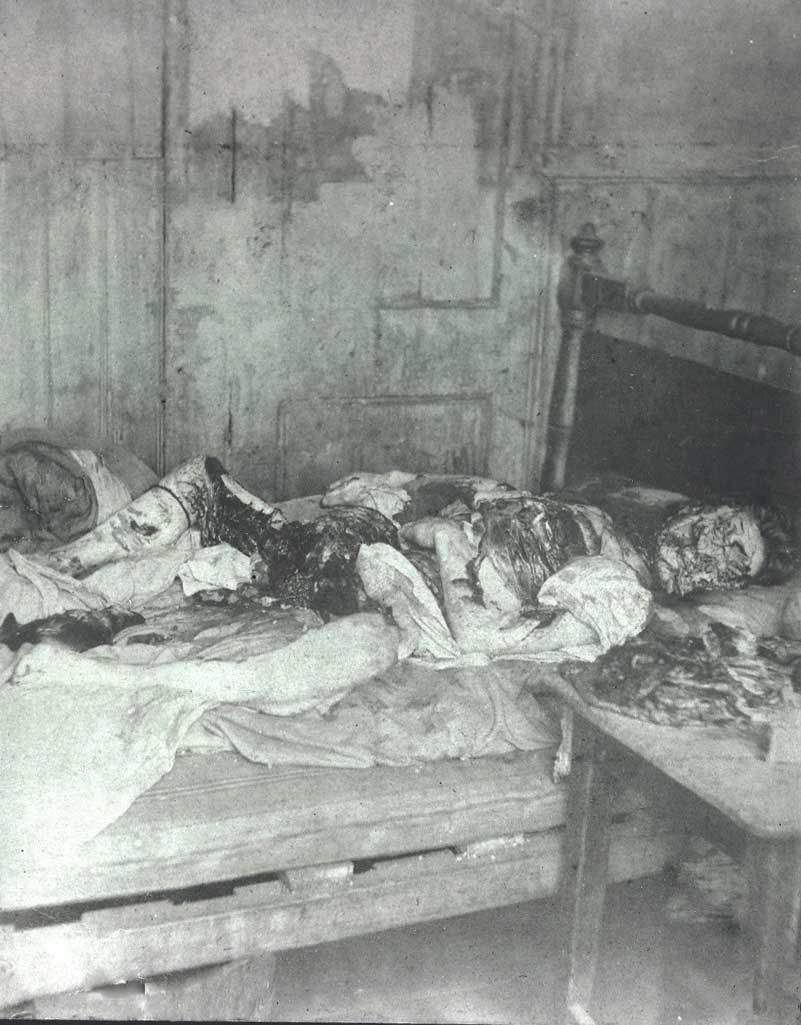
Die Leiche von Mary Jane Kelly, 25, Foto vom Tatort

Am Freitag, dem 9. November, wurde die Prostituierte Mary Jane Kelly in ihrem Einzelzimmer am Miller’s Court 13 hinter der Dorset Street 26 in Spitalfields ermordet. Chapman, eines der früheren Opfer, hatte in der Dorset Street gelebt, und Eddowes, ein anderes, soll dort gelegentlich schlecht geschlafen haben. Kellys schwer verstümmelte Leiche wurde kurz nach 10:45 Uhr auf dem Bett liegend entdeckt. Der erste Arzt am Tatort, Dr. George Bagster Phillips, glaubte, Kelly sei durch einen Schnitt in die Kehle getötet worden. Nach ihrem Tod wurde ihre Bauchhöhle aufgeschnitten und alle ihre Eingeweide entfernt und im ganzen Raum verteilt. Ihre Brüste waren abgeschnitten, ihr Gesicht bis zur Unkenntlichkeit verstümmelt und ihre Oberschenkel teilweise bis auf die Knochen durchtrennt, wobei einige der Muskeln entfernt worden waren. Im Gegensatz zu den anderen Opfern war sie unbekleidet und trug nur ein leichtes Hemd. Ihre Kleider lagen ordentlich zusammengefaltet auf einem Stuhl, mit Ausnahme einiger verbrannter Gegenstände. Abberline meinte, die Kleider seien vom Mörder verbrannt worden, um Licht zu spenden, da der Raum sonst nur schwach von einer einzigen Kerze erleuchtet wurde. Kellys Mord war der grausamste, wahrscheinlich weil der Mörder mehr Zeit hatte, seine Gräueltaten in einem privaten Raum zu begehen als auf der Straße. Ihr Zustand, in dem sie sich ausgezogen und ihre Kleidung gefaltet hat, führte zu der Annahme, dass sie sich, bevor sie sich hinlegte, selbst auszog, was darauf hindeutet, dass sie von jemandem getötet wurde, den sie kannte, von jemandem, den sie für einen Kunden hielt, als sie schlief oder betrunken war.
Der Coroner für North East Middlesex, Dr. Roderick Macdonald, MP, leitete die Untersuchung von Kellys Tod am 12. November im Rathaus von Shoreditch. Am 19. November nahm eine große Menge von Trauernden an der Beerdigung von Mary Kelly teil. Die Straßen waren verstopft und das Gefolge hatte Mühe, von der Leichenhalle Shoreditch zum römisch-katholischen Friedhof in Leytonstone zu gelangen, wo sie beigesetzt wurde.
Am 8. November trat Charles Warren als Kommissar des Metropolitan Police Service zurück, nachdem ihm der Innenminister mitgeteilt hatte, dass er ohne Zustimmung des Innenministeriums keine öffentlichen Erklärungen abgeben könne. James Monro, der einige Monate zuvor wegen Differenzen mit Warren zurückgetreten war, wurde im Dezember zu seinem Nachfolger ernannt. Am 10. November schrieb der Polizeiarzt Thomas Bond an Robert Anderson, den Chef des Criminal Investigation Department, und beschrieb die Ähnlichkeiten zwischen den fünf Morden an Nichols, Chapman, Stride, Eddowes und Kelly, die „zweifellos von derselben Hand begangen wurden“. Am selben Tag beschloss das Kabinett, alle Komplizen zu begnadigen, die Informationen vorbrachten, die zur Verurteilung des tatsächlichen Mörders führten. Der Metropolitan Police Commissioner berichtete, dass der Mörder trotz 143 zusätzlicher Polizisten in Zivil, die im November und Dezember in Whitechapel stationiert waren, nicht identifiziert wurde.

### Spätere Morde

#### Rose Mylett
Am Donnerstag, dem 20. Dezember 1888, fand ein patrouillierender Constable die erdrosselte Leiche der 26-jährigen Prostituierten Rose Mylett in Clarke’s Yard in der Nähe der High Street von Popular. Mylett (geborene Catherine Milett und bekannt als Drunken Lizzie Davis und Fair Alice Downey) hatte in der George Street 18 gewohnt, ebenso wie das erste Opfer der Whitechapel-Morde, Smith.
Vier Ärzte, die Myletts Leiche untersuchten, dachten, sie sei ermordet worden, aber Robert Anderson glaubte, sie habe sich im betrunkenen Zustand aus Versehen am Kragen ihres Kleides erhängt. Auf Andersons Bitte untersuchte Dr. Bond Myletts Leiche und stimmte Anderson zu. Monro vermutete auch, dass es sich um Suizid oder natürlichen Tod handelte, da es keine Anzeichen für einen Kampf gab. Der Gerichtsmediziner Wynne Baxter sagte der Untersuchungsjury, dass „es keine Beweise dafür gibt, dass der Tod das Ergebnis von Gewalt war“. Nichtsdestotrotz verkündete die Jury ein Urteil wegen „vorsätzlichen Mordes an einer oder mehreren unbekannten Personen“ und der Fall wurde in die Whitechapel-Akte aufgenommen.

#### Alice McKenzie

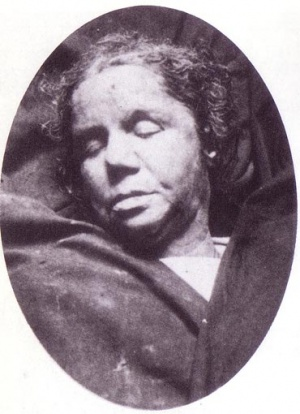
Alice McKenzie, 40, lebte in einer Herberge in der Gun Street 52.

Alice McKenzie wurde am Mittwoch, dem 17. Juli 1889, gegen 00:40 Uhr in Castle Alley, Whitechapel, ermordet. Wie bei den meisten früheren Morden wurde ihre linke Halsschlagader von links nach rechts durchtrennt und ihr Unterleib hatte Wunden. Ihre Wunden waren jedoch nicht so tief wie bei früheren Morden, es wurde eine kürzere Klinge verwendet. Monro und Bond, einer der Pathologen, die die Leiche untersuchten, glaubten, dass es sich um einen Ripper-Mord handelte, obwohl ein anderer der Pathologen, Phillips, und Robert Anderson, ebenso wie Inspektor Abberline anderer Meinung waren. Spätere Autoren sind ebenfalls gespalten und schlagen entweder vor, dass McKenzie ein Ripper-Opfer war oder dass der unbekannte Mörder versucht hat, es wie einen Ripper-Mord aussehen zu lassen, um den Verdacht von sich selbst abzulenken. Bei der Untersuchung erkannte Coroner Baxter beide Möglichkeiten an und kam zu dem Schluss: „Es gibt große Ähnlichkeiten zwischen dieser und der anderen Klasse von Fällen, die in dieser Gegend passiert sind, und wenn nicht dieselbe Person dieses Verbrechen begangen hat, handelt es sich eindeutig um eine Nachahmung der anderen Fälle.“ Alice McKenzie war möglicherweise eine Prostituierte.

#### Pinchin-Street-Torso

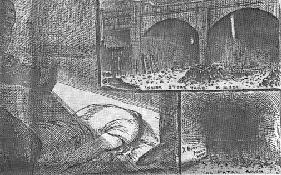
Zeitgenössische Illustration der Entdeckung des Pinchin-Street-Torsos

Der Torso einer Frau wurde am Dienstag, den 10. September 1889 um 5:15 Uhr unter einem Eisenbahnbogen in der Pinchin Street, Whitechapel, gefunden. Umfangreiche Blutergüsse an Rücken, Hüfte und Arm des Opfers deuteten darauf hin, dass sie kurz vor ihrem Tod, der etwa einen Tag vor der Entdeckung ihres Torsos eingetreten war, heftig geschlagen wurde. Auch der Unterleib des Opfers war in einer Art und Weise, die an den Ripper erinnerte, weitgehend verstümmelt, obwohl ihre Genitalien nicht verletzt worden waren. Es wird angenommen, dass die zerstückelten Körperteile zum Eisenbahnbogen transportiert und dort unter einem alten Hemd versteckt wurden. Das Alter des Opfers wurde auf 30 bis 40 Jahre geschätzt. Trotz einer Durchsuchung der Umgebung wurden keine weiteren Körperteile gefunden, und weder das Opfer noch der Täter wurden jemals identifiziert.
Chief Inspector Donald Swanson und James Monro stellten fest, dass das Vorhandensein von Blut im Rumpf darauf hindeutete, dass der Tod nicht durch Verbluten oder Durchschneiden der Kehle verursacht wurde. Die Pathologen stellten jedoch fest, dass die allgemeine Blutarmut der Gewebe und Gefäße auf Blutungen als Todesursache hinweist. Spekulationen in der Zeitung, dass die Leiche der verschwundenen Lydia Hart gehörte, wurden widerlegt, nachdem sie nach „einem kleinen Amoklauf“ im Krankenhaus erholt aufgefunden wurde. Eine weitere Behauptung, das Opfer sei ein vermisstes Mädchen namens Emily Barker, wurde ebenfalls widerlegt, da der Torso von einer älteren und größeren Frau stammte.
Swanson betrachtete dies nicht als Ripper-Fall und schlug stattdessen eine Verbindung zu den Thames Torso Murders (deutsch etwa Themsen-Torso-Morde) in Rainham und Chelsea sowie dem Whitehall Mystery vor. Monro stimmte Swansons Einschätzung zu. Diese drei Morde und der Fall Pinchin Street sollen das Werk eines Serienmörders mit dem Spitznamen Torso-Killer sein, der entweder dieselbe Person wie Jack the Ripper oder ein separater Mörder mit ungewisser Verbindung sein könnte. Verbindungen zwischen diesen und drei weiteren Morden – dem „Battersea Mystery“ von 1873 und 1874, bei dem zwei Frauen zerstückelt aufgefunden wurden, und dem „Tottenham Court Road Mystery“ von 1884 – wurden ebenfalls postuliert. Experten für die Morde – umgangssprachlich als „Ripperologisten“ bekannt – wie Stewart Evans, Keith Skinner, Martin Fido und Donald Rumbelow schließen jeden Zusammenhang zwischen den Torso- und Ripper-Morden aufgrund ihrer unterschiedlichen Modi Operandi aus.
Monro wurde am 21. Juni 1890 nach einer Meinungsverschiedenheit mit dem Innenminister Henry Matthews über die Polizeirenten von Sir Edward Bradford als Kommissar ersetzt.

#### Frances Coles

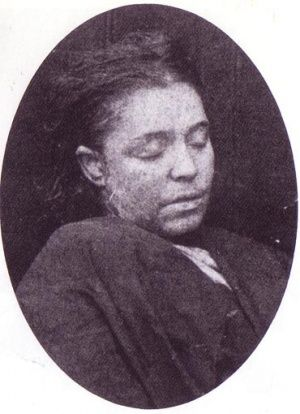
Frances Coles lebte in einer Herberge in der White’s Row.

Der letzte Mord in der Whitechapel-Akte wurde am Freitag, dem 13. Februar 1891, begangen, als die Prostituierte Frances Coles unter einem Eisenbahnbogen in Swallow Gardens, Whitechapel, ermordet wurde. Ihre Leiche wurde nur wenige Augenblicke nach dem Angriff um 2:15 Uhr von PC Ernest Thompson gefunden, der später angab, in der Ferne zurückweichende Schritte gehört zu haben – wie es die zeitgenössische Polizeipraxis vorschrieb, blieb Thompson am Tatort.
Coles lag in einem Gang unter einem Eisenbahnbogen zwischen der Chamber Street und der Royal Mint Street. Sie war noch am Leben, starb aber, bevor medizinische Hilfe eintreffen konnte. Kleine Wunden am Hinterkopf deuten darauf hin, dass sie heftig zu Boden geworfen wurde, bevor ihr mindestens zweimal die Kehle durchgeschnitten wurde, von links nach rechts und dann wieder zurück. Ansonsten gab es keine Verstümmelungen an der Leiche, was einige glauben ließ, Thompson habe ihren Angreifer gestört. Thomas Arnold und Edmund Reid trafen kurz darauf von der nahegelegenen Polizeistation Leman Street ein, und die Chief Inspectors Donald Swanson und Henry Moore, die an den früheren Mordermittlungen beteiligt waren, trafen um 5 Uhr morgens ein.
Ein Mann namens James Sadler, der zuvor mit Coles gesehen worden war, wurde von der Polizei festgenommen und ihres Mordes angeklagt. Eine intensive Untersuchung von Swanson und Moore zu Sadlers Vorgeschichte und seinem Aufenthaltsort zum Zeitpunkt der früheren Whitechapel-Morde deutet darauf hin, dass die Polizei ihn möglicherweise als den Ripper verdächtigt hat. Sadler wurde jedoch am 3. März aus Mangel an Beweisen freigelassen.

### Briefe

#### Dear Boss
Am 27. September erhielt die Central News Agency einen Brief namens Dear Boss, in dem der Autor, der selbst mit Jack the Ripper unterschrieb, behauptete, die Morde begangen zu haben. Der Brief war auf den 25. September datiert und wurde von der Central News Agency am 1. Oktober an Scotland Yard weitergeleitet. Obwohl viele seine Glaubwürdigkeit bezweifeln, gilt dieser Brief als der erste, der mit Jack the Ripper unterzeichnet wurde, was letztendlich dazu führte, dass der nicht identifizierte Mörder unter diesem Namen bekannt wurde.

#### Saucy Jacky
Am 1. Oktober ging bei der Central News Agency erneut eine Postkarte mit dem Titel Saucy Jacky und der Unterschrift Jack the Ripper ein. Er bekannte sich am 30. September zu den jüngsten Morden und bezeichnete die Ermordung Strides und Eddowes’ als Doppelereignis, eine Bezeichnung, die bis heute in diesem Rahmen Bestand hat. Da Scotland Yard, die Presse und andere viele Falschmeldungen erhielten, wird auch die Glaubwürdigkeit dieses Briefs stark angezweifelt. Allerdings enthielt er Informationen, die dringlich genug waren, um die Ermittler dazu zu bringen, ein Faksimile der Mitteilung in der Hoffnung, dass jemand die Handschrift identifizieren könnte, zu veröffentlichen.

#### From Hell
Der „From Hell“-Brief (auch bekannt als „Lusk-Brief“) war ein Brief, der im Oktober 1888 zusammen mit einer in Alkohol konservierten Hälfte einer menschlichen Niere an den Vorsitzenden des Whitechapel Vigilance Committee, George Lusk, geschickt wurde. Der Autor gab vor, der nicht identifizierte Serienmörder Jack the Ripper zu sein. Der Brief wurde am 15. Oktober 1888 abgestempelt und ging am folgenden Tag bei Lusk ein. Eine Untersuchung der Niere ergab, dass die Person, von der das Organ stammte, an der Bright-Krankheit gelitten hatte. Der Autor dieses Briefes behauptete, die andere Hälfte gebraten und gegessen zu haben. Bis Ende Oktober hatte die Polizei mehr als 2.000 Personen befragt, mehr als 300 Ermittlungsverfahren eingeleitet und 80 Festnahmen durchgeführt.
Polizei, Presse und Öffentlichkeit erhielten gleichermaßen viele Briefe, in denen behauptet wurde, sie seien vom Whitechapel-Mörder, wobei die Ermittler in einer Phase schätzungsweise 1.000 Briefe im Zusammenhang mit dem Fall bearbeiten mussten, von denen From Hell einer der wenigen war, die ernsthaft auf ihre Glaubwürdigkeit geprüft wurden – nichtsdestotrotz wird die Glaubwürdigkeit von vielen ebenfalls angezweifelt, unter anderem weil die Handschrift und der Stil im Vergleich zu Dear Boss und Saucy Jacky unterschiedlich waren. Die von Jack the Ripper begangenen Morde haben in der Popkultur seit Jahrzehnten viel Aufmerksamkeit auf sich gezogen, wobei mehrere faktische und fiktive Werke direkt auf den Brief From Hell Bezug nehmen.

## Nachwirkung

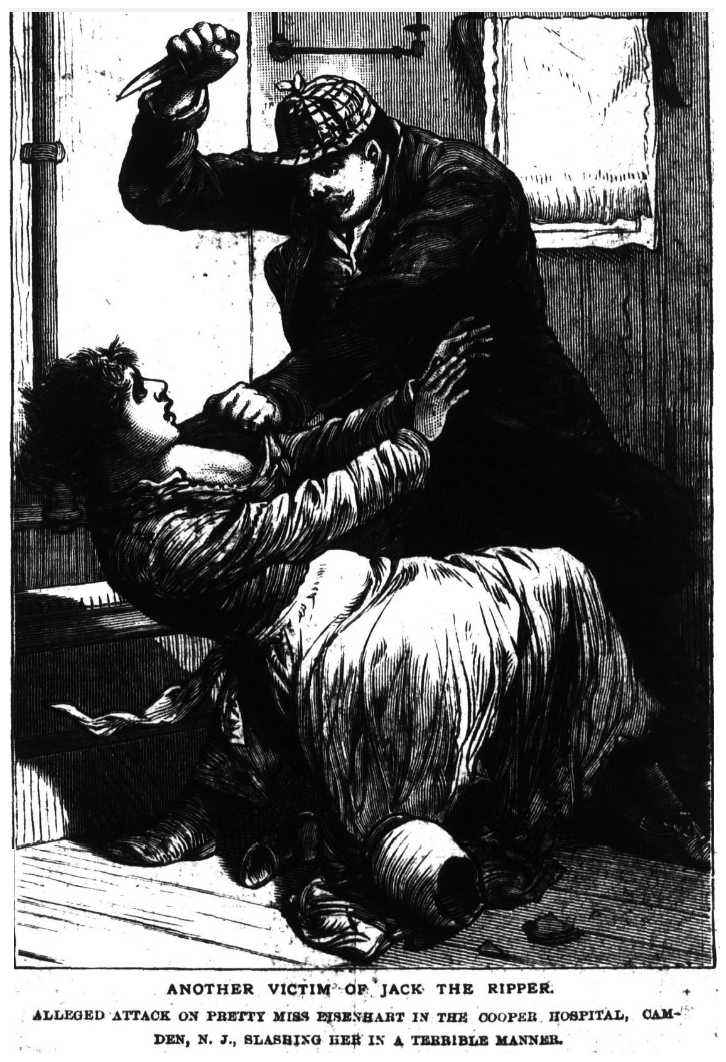
Februar 1889, eine Illustration von The National Police Gazette, die Bezug auf die Whitechapel-Morde nimmt

Der oder die Mörder wurden nie identifiziert und die Fälle bleiben ungelöst. Reportagen und das Mysterium um die Identität des oder der Mörder speisten die Entwicklung des Charakters Jack the Ripper, der für alle oder die meisten Morde verantwortlich gemacht wurde. Hunderte von Büchern und Artikeln diskutieren die Whitechapel-Morde und sie kommen in Romanen, Kurzgeschichten, Comics, Fernsehsendungen und Filmen verschiedener Genres vor.
Die Armen des East End wurden lange Zeit von der Wohlstandsgesellschaft ignoriert, aber die Natur der Whitechapel-Morde und der verarmte Lebensstil der Opfer lenkten die nationale Aufmerksamkeit auf ihre Lebensbedingungen. Die Morde haben die öffentliche Meinung gegen die überfüllten, unhygienischen Slums des East End wachgerüttelt und zu Reformforderungen geführt. Am 24. September 1888 kommentierte George Bernard Shaw in einem Brief an die Zeitung The Star die plötzliche Sorge der Medien um soziale Gerechtigkeit sarkastisch:

„Whilst we conventional Social Democrats were wasting our time on education, agitation and organisation, some independent genius has taken the matter in hand, and by simply murdering and disembowelling ... women, converted the proprietary press to an inept sort of communism.“

„Während wir konventionellen Sozialdemokraten unsere Zeit mit Bildung, Agitation und Organisation verschwendeten, hat ein unabhängiges Genie die Sache in die Hand genommen und durch einfaches Morden und Ausweiden von ... Frauen die eigene Presse in eine unfähige Art von Kommunismus verwandelt.“

Gesetze des Parlaments, wie Housing of the Working Classes Act 1890 und Public Health Amendment Act 1890, legten Mindeststandards für Unterkünfte fest, um rückständige städtische Gebiete umzugestalten. Die schlimmsten Slums wurden in den zwei Jahrzehnten nach den Whitechapel-Morden abgerissen.
Frederick Abberline ging 1892 in den Ruhestand, und Matthews verlor sein Amt bei den diesjährigen Parlamentswahlen. Arnold ging im folgenden Jahr in den Ruhestand, Swanson und Anderson nach 1900. Es gibt keine Dokumente in der Whitechapel-Mordakte, die auf nach 1896 datiert wurden.